# سيف الدين الراوي
سيف الدين فليح حسن طه الراوي هو مسؤول أمني عراقي في فترة حكم صدام حسين كان يشغل منصب قائد قوات الحرس الجمهوري. ولد في راوة في محافظة الأنبار عام 1949.
كان ضمن قائمة العراقيين المطلوبين لدى الولايات المتحدة عند احتلال العراق وتسلسله 14، وما يزال هاربا أو مفقودا. نظم لنفسه جنازة زائفة ليختبئ في الصحراء بعد بث إشاعة أفادت بأنه قتل خلال هجوم على مطار بغداد.
في عام 2017، أقر مجلس النواب العراقي قانونا ينص على مصادرة الأموال المنقولة وغير المنقولة لكل من صدام حسين وزوجاته وأولاده وأحفاده وأقربائه حتى الدرجة الثانية ووكلائهم ومصادرة أموال قائمة من 52 من أركان النظام السابق، كان من بينهم سيف الدين الراوي.
في عام 2018، نشرت السلطات العراقية قوائم ضمت أسماء 60 شخصا من أهم المطلوبين لديها، كان بينها اسم سيف الدين الراوي.

## سيرته العسكرية
تخرج من الكلية العسكرية برتبة ملازم عام 1970، ثم تخرج من كلية الأركان العراقية عام 1980، ثم درس في كلية الحرب العراقية في جامعة البكر، وتخرج منها عام 1985 وكان تسلسله الأول على دفعته.
عمل في صنف الدروع وكان ضابط وحدات وشغل مناصب عدة منها آمر لواء مدرع ثم قائد فرقة ثم رئيس أركان فيلق ثم قائد فيلق، ثم أمين سر عام الحرس الجمهوري حتى ترأس أركان الحرس الجمهوري في أواخر عام 1999.
شارك في معارك عدة منها حرب تشرين عام 1973 على الجبهة السورية، وشارك في حرب الخليج الأولى وأصيب فيها، وشارك في حرب الخليج الثانية. وكانت آخر معركة له هي حرب احتلال العراق عام 2003.

## روابط خارجية
- مقابلة قناة الجزيرة الفضائية مع سيف الدين الراوي عام 2007 في برنامج «لقاء خاص» بعنوان «خطة الدفاع عن بغداد»:
  - الجزء الأول
  - الجزء الثاني